# Галочкін Валентин Андрійович
Галочкін Валентин Андрійович (22 листопада 1928 — 3 листопада 2006) — радянський (український і російський) скульптор.

## Біографія
Народився 22 листопада 1928 року в Дніпропетровську (УРСР). Батько, Галочкін Андрій Андрійович, росіянин, був родом з Калузької області, працював директором їдальні, пізніше — ліпником і бригадиром форматорів. Мати, Ліберман Ольга Григорівна, єврейка, народилася у місті Чигирин (Україна), працювала бухгалтером.
Під час Другої світової війни сім'я Галочкина була евакуйована в Краснодарський край, потім в Узбекистан, а в 1944 р. повернулася до Дніпропетровська. З 1944 по 1949 р. Валентин Галочкін навчався в Художньому училищі Дніпропетровська, в тому числі у професора Жірадкова. З 1949 по 1955 р. навчався в Київському художньому інституті на факультеті скульптури. Великий вплив на нього мав професор Макс Ісайович Гельманом.
Дипломна випускна робота «Сталевар» (1956) була високо оцінена екзаменаційною комісією і відлита в бронзі за рахунок інституту. У тому ж році робота була придбана Міністерством культури і виставлена в Державному художньому музеї м. Львова. Як найвидатнішого студента, Галочкина відразу після закінчення інституту призначили головним художником Київського скульптурного комбінату, на цій посаді він залишився до 1959 року.
Вже через рік за роботу «Хіросіма» (1957) Галочкін в 29 років був представлений до Ленінської премії, в той час вищої державної нагороди в СРСР, проте премія в 1957 р. була присуджена 83-річному С. Коненкова.
Кар'єра перспективного молодого скульптора незабаром зупинилася через конфлікти з партійним керівництвом. Валентин Галочкін відмовився вступити до Комуністичної партії і активно підтримувати офіційну пропаганду, бачачи основним завданням роботи художника передати справжню красу і щирі почуття глядачеві. Аж до 1991 р. Галочкін виконував державні замовлення (у тому числі пам'ятники на території РРФСР і УРСР), проте навіть у замовних роботах скульптор намагався висловити загальнолюдські цінності і зменшити комуністичний пафос.
У 1968 р. Валентин Галочкін став лауреатом премії Віденського фестивалю молодих художників. У 1960-х і 1970-х рр.. здійснив кілька поїздок до Великої Британії, Франції, Єгипет і Грецію. Особливо враження на нього справив Лувр. За словами художника, він мріяв все життя відвідати цей «храм мистецтв», і ось, нарешті, коли вже стояв біля входу і побачив статую Ники Самофракийской, раптом заплакав і протягом двох годин не наважувався зайти до музею.

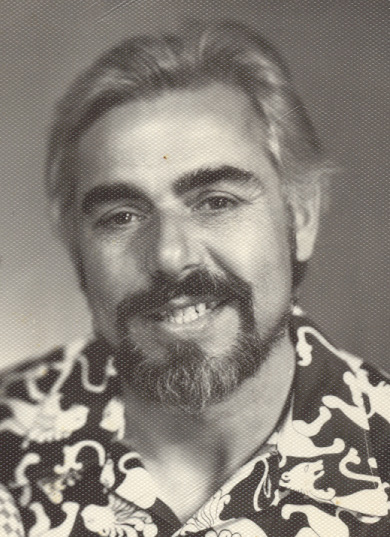
В.Галочкин у 1980 р.

У 1986 р. у зв'язку з аварією на Чорнобильській АЕС скульптор разом з сім'єю переїхав з Києва до Москви. У 1991 р. після розпаду СРСР Валентин Галочкін, як і багато радянських діячі мистецтва, опинився у важкому становищі і був змушений жити, продаючи раніше створені роботи. У 1999 р. емігрував до Німеччини, жив у Вісмарі, з 2002 р. — у Гамбурзі. У 2002 р. здоров'я скульптора різко погіршився, в наступні кілька років він переніс ряд складних операцій. Помер від інфаркту 3 листопада 2006 під час поїздки до Росії, в Москві. Похований на кладовищі Нахабіно 8 листопада 2006.

## Особисте життя
В. Галочкін був одружений 3 рази. Перший шлюб (1958 р.) з Юлією Укадер (радянський український скульптор, 1923—2008). Дочка від першого шлюбу — Тетяна Рябоконь, уродж. Галочкина (живописець). Другий шлюб (1978 р.) з Оленою Бокшицький (кінознавець, 1948—1994). Дочка від другого шлюбу — Анна Бокшицький (журналіст). Третій шлюб (1980 р.) з Лідією Галочкина, уродж. Абраменко (російський скульптор, графік, рід. 1956). Сини від третього шлюбу — Ігор Галочкін та Андрій Галочкін. В. Галочкін займався спортом, був майстром спорту з плавання та волейболу, захоплювався полюванням і рибним ловом.

## Художній стиль

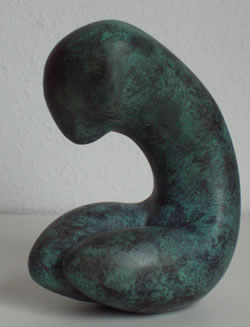
"Торс", 1969
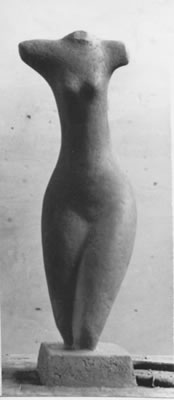
"Торс", 1975
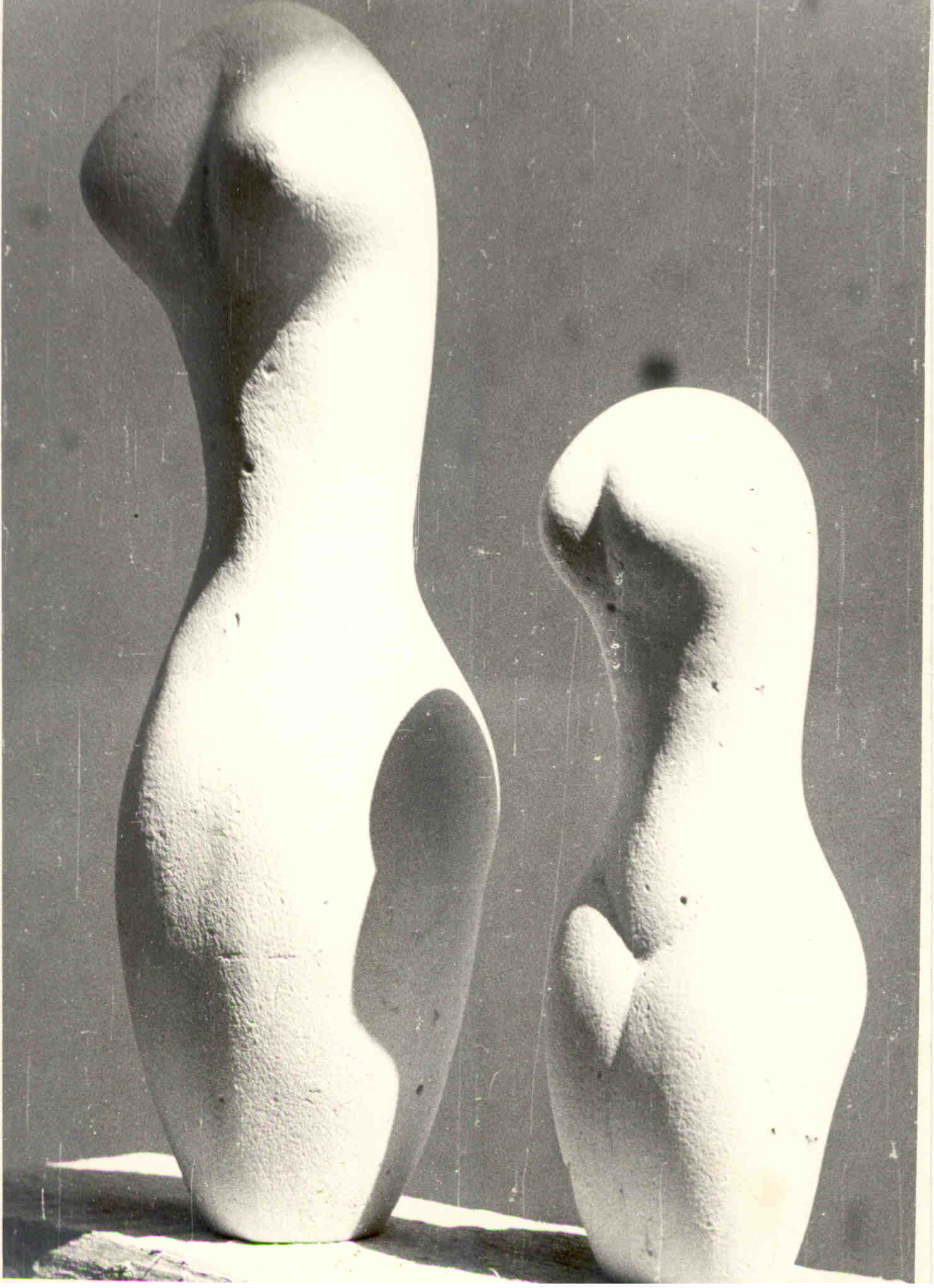
"Торсы", 1975

Ранні роботи, в тому числі випускна дипломна робота «Сталевар» (1956), виповнені у стилі соціалістичного реалізму, у традиціях Мухіної, Шадра, Меркурова.
Перша видатна робота «Хіросіма» (1957), яка принесла Галочкіну відомість у СРСР, присвячена жертвам атомного бомбардування міста Хіросіми під час другої світової війни. «Хіросіма» виказує протест скульптора проти атомної зброї та війни, заклик до людяності.

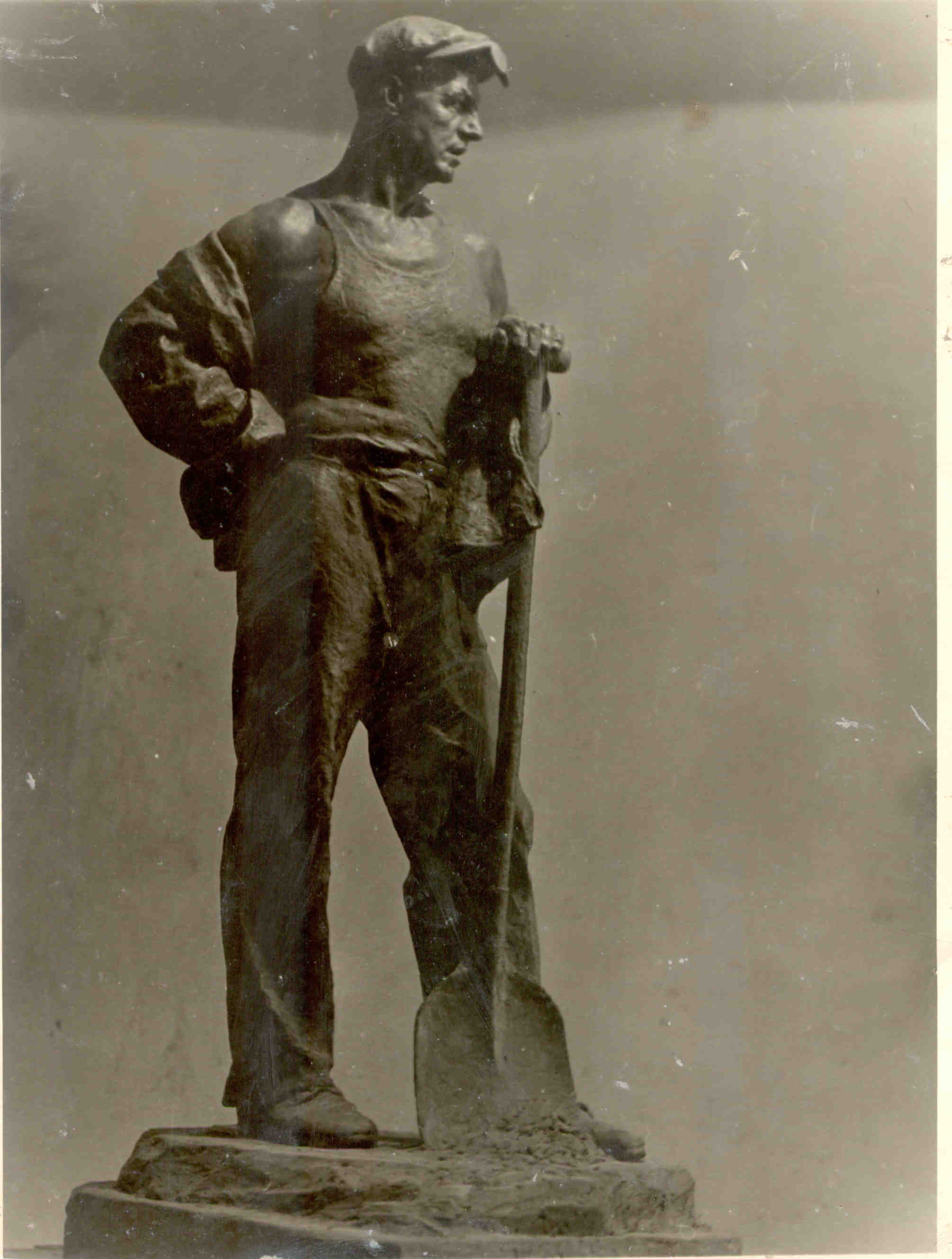
"Сталевар", 1956
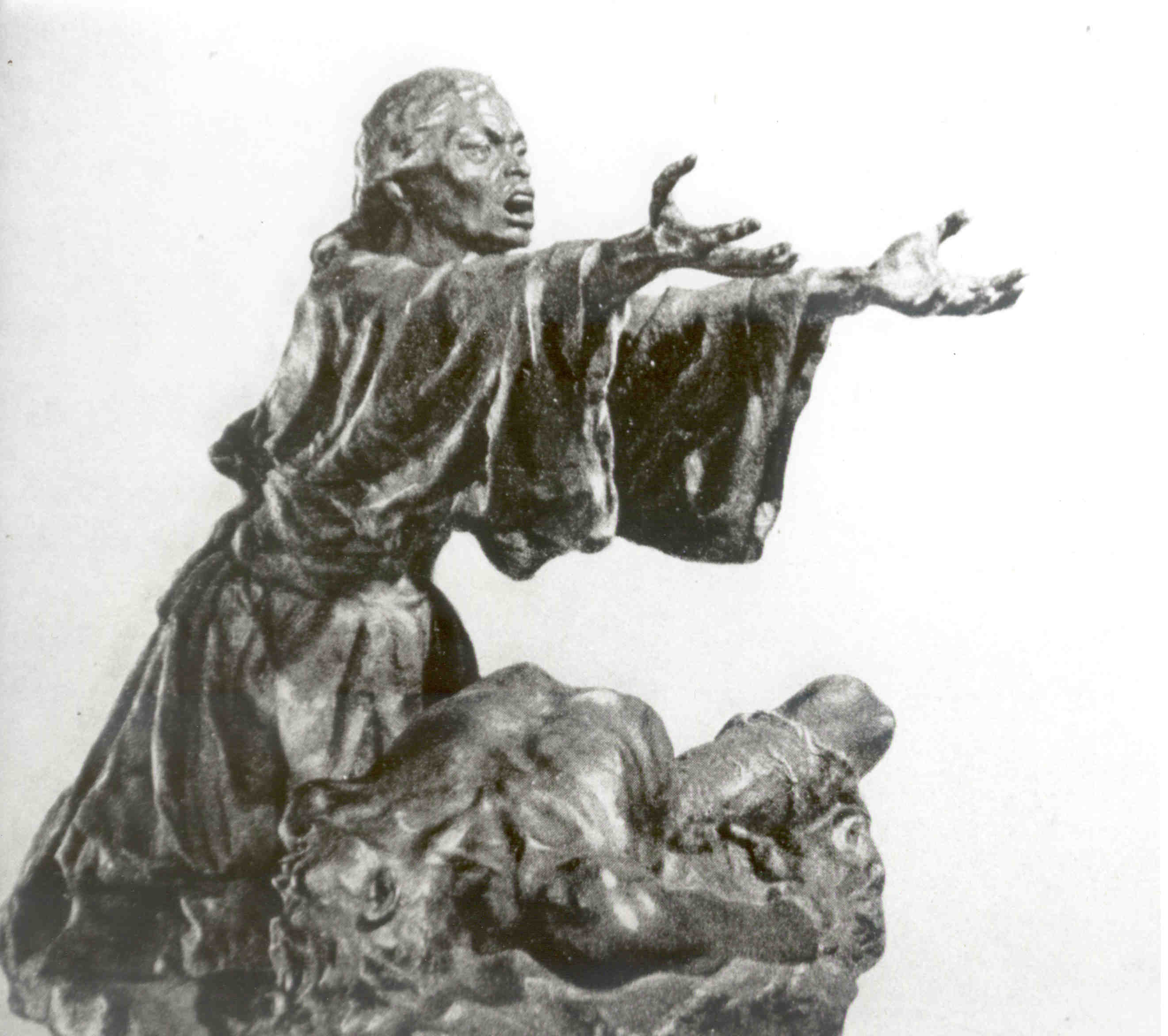
"Хіросіма", 1957
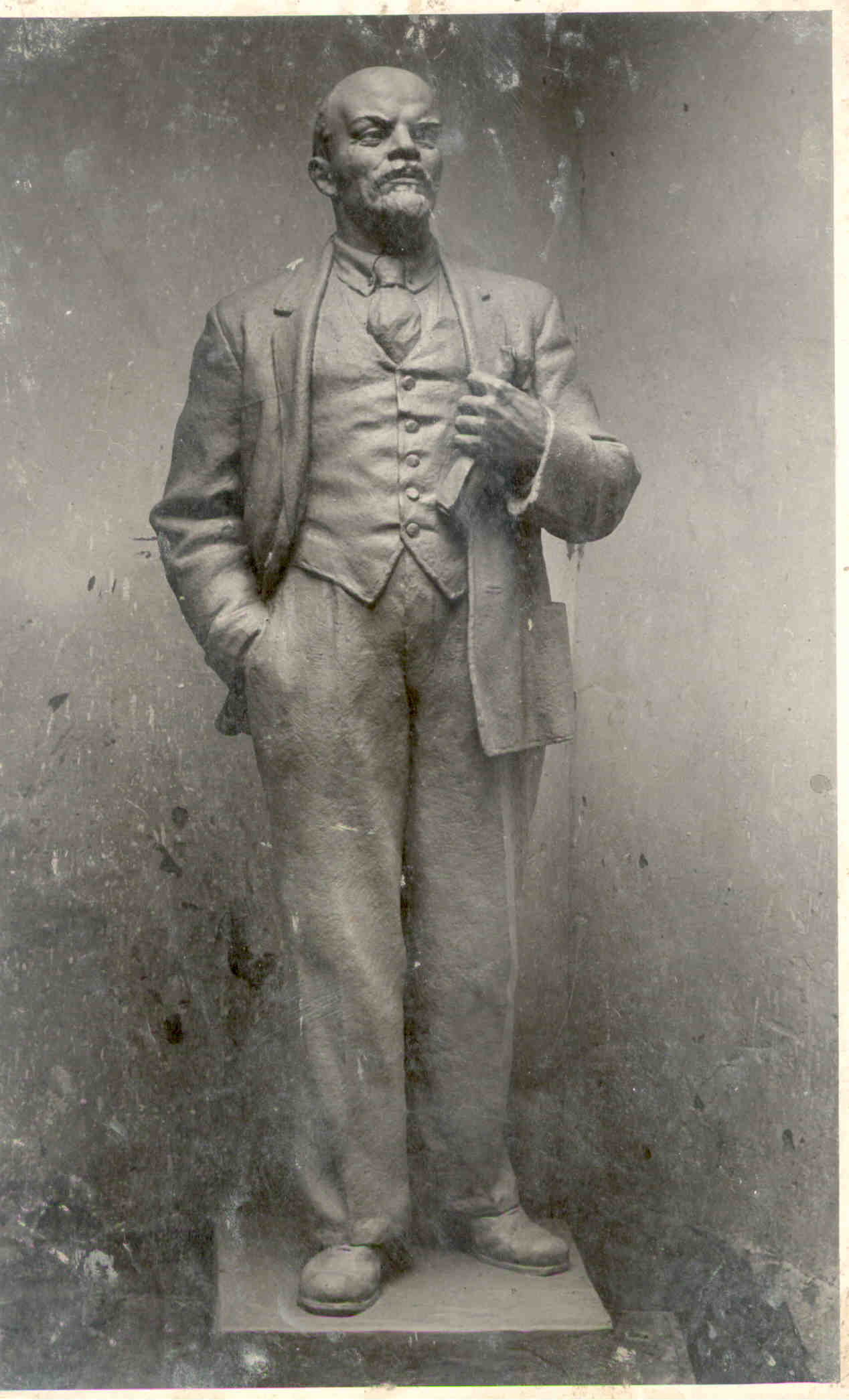
"В.И.Ленин", 1960

З 1957 по 1991 роки Галочкін виконує десятки парадних пам'ятників та бюстів В. І. Леніна та інших політичних діячів СРСР. Але скульптор ніколи не сприймав ці державні замовлення, котрі служили цілям комуністичної пропаганди, як творчу роботу. Скульптор на самому початку свого творчого шляху розчарувався і в художніх принципах соціалістичного реалізму.
Головним імпульсом, головними джерелами художньої творчості Валентина Андрійовича протягом всього життя залишалось мистецтво давнього Єгипту, давньої Греції, Шумера та Ассирії. У своєму творчому пошуку він також орієнтується на мистецтво Східної (Чехословаччина, Угорщина, Польща, Югославія, Румунія) та Західної Європи та США, фундаментально вивчає мистецтво Мікеланджело, Родена, Бурделя, Майоля, Бринкуша, Джакометті, Генрі Мура, Цадкіна та інш.
Поступово скульптор приходить до свого власного бачення форми та скульптури. Форма не обов'язково повинна слідкувати за натурою і реалістично наслідувати її. Вона повинна, насамперед, бути красивою, відтворювати інтересні ажури та поєднання півтонів на своїй поверхні. Галочкін сприймає скульптуру як безліч силуетів, який створює облягаючи скульптуру повітря.
Ряд монументальних робіт Галочкіна присвячені темі другої світової війни. Тут проступає особисте бачення війни художником, який пережив евакуацію та смерть рідних та близьких. Замість бадьоро крокуючого солдата-переможця, скульптор зображує страждання пораненого бійця, вічну скорботу вдів, горе матерів, страхіття, котрі несе війна. Робота «Відправлений на фронт» 1957 г., вирубана з стовбура дуба, показує останній пристрасний поцілунок солдата, який прощається з дружиною. В пам'ятнику «Жертва» (1964 р.) фігуру людини становить розлам у камні, неначе створений від вибуху знаряддя. Щезлу людину показує її слід, силует у повітрі. Пам'ятник жертвам Бабиного Яру (робоча назва — «Насилля» та «Образ війни»,1964 р.) — вагітна жінка, розтята надвоє, страшний симвіл масового знищення євреїв. Пам'ятник «Вдови» (1975 р.) зображає стару та молоду жінок (мати і дочка), вічно зберігаючих каску загиблого солдата. У роботі «Ворота суму» (1976 р.) двоє жінок оплакують тяжку втрату, подібно атлантам". «Пам'ятник спаленому селу» (1979 р.) — дівчинка, що стоїть у язиках полум'я.

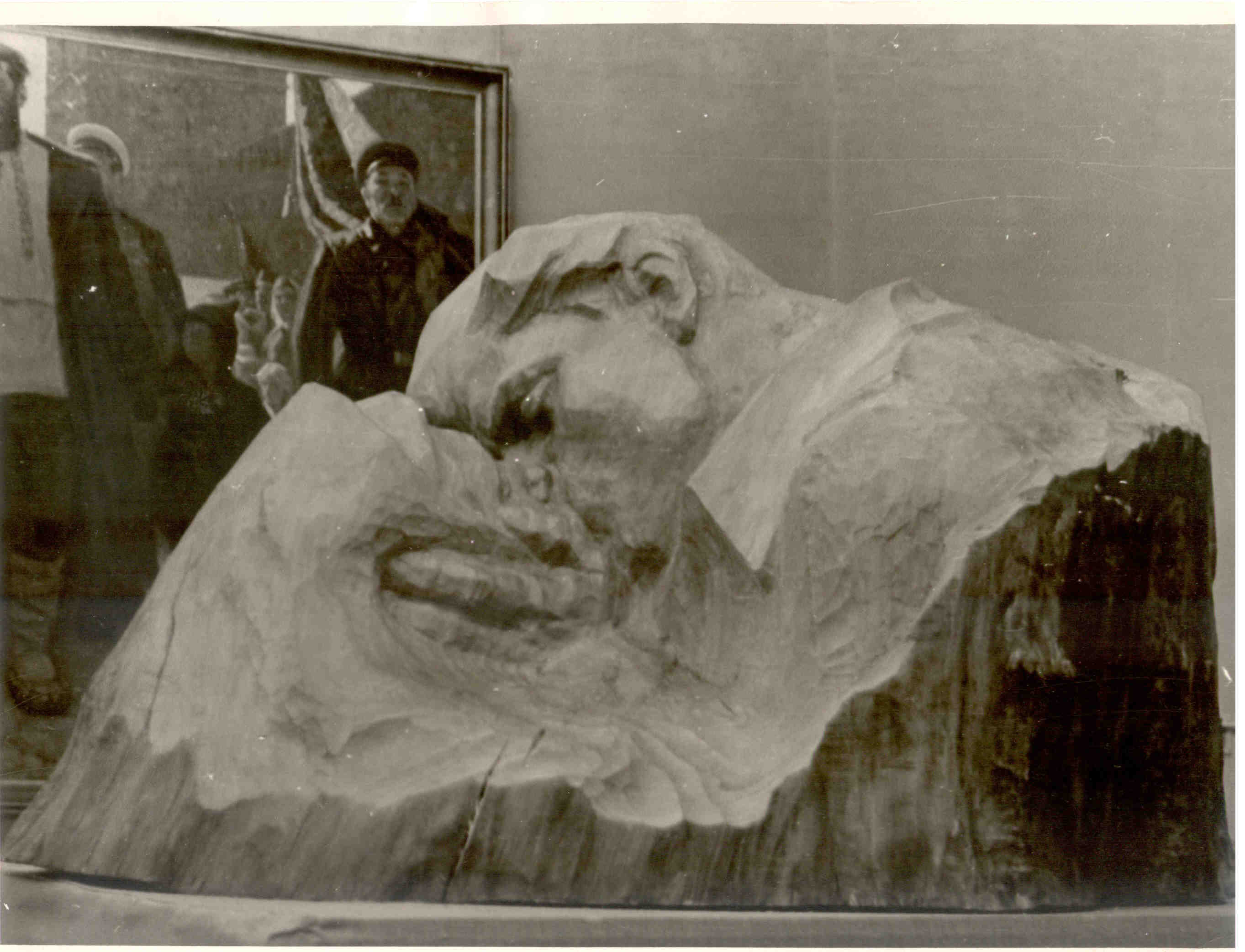
"Відправлений на фронт", 1957
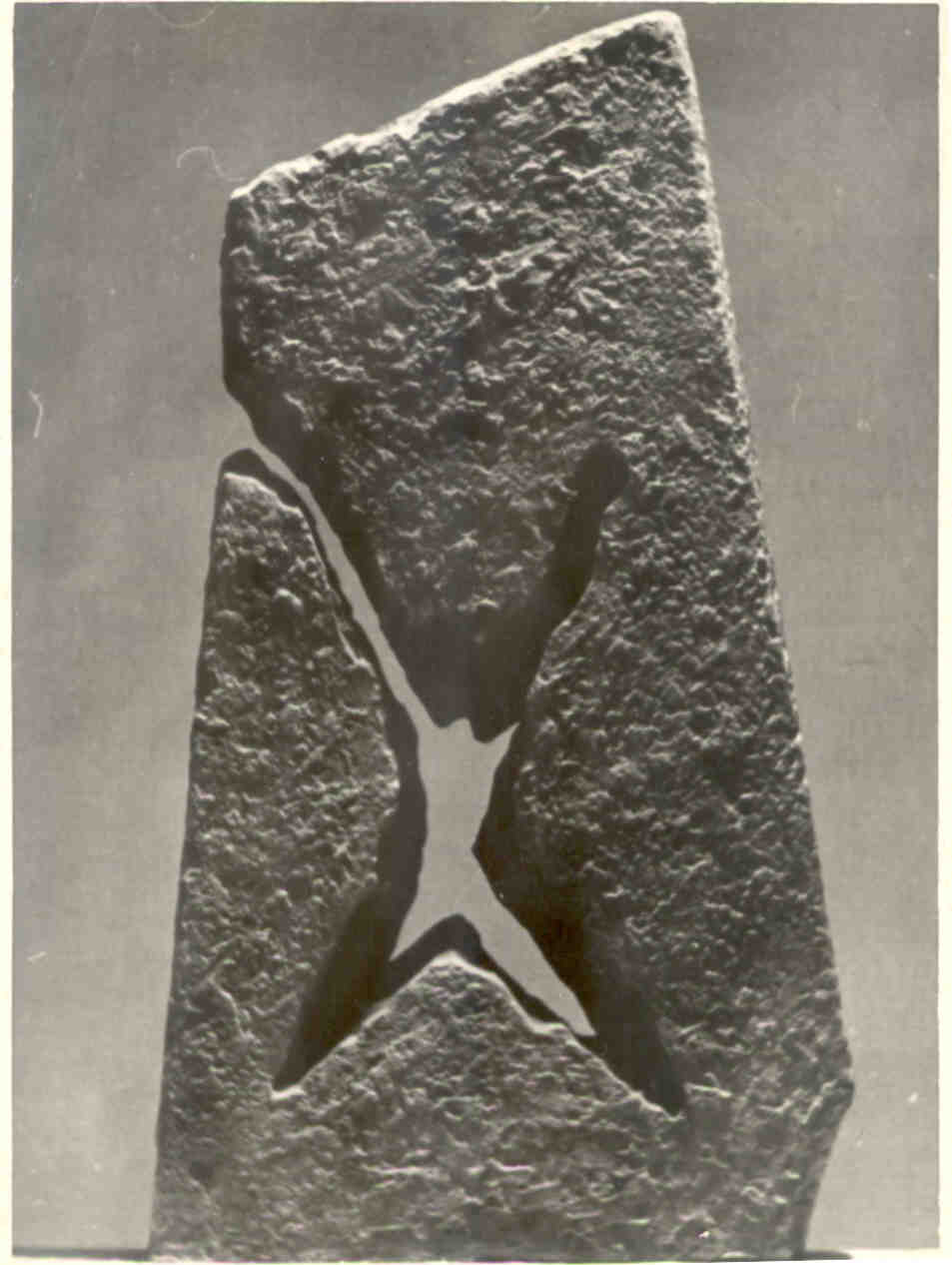
"Образ війни", 1964
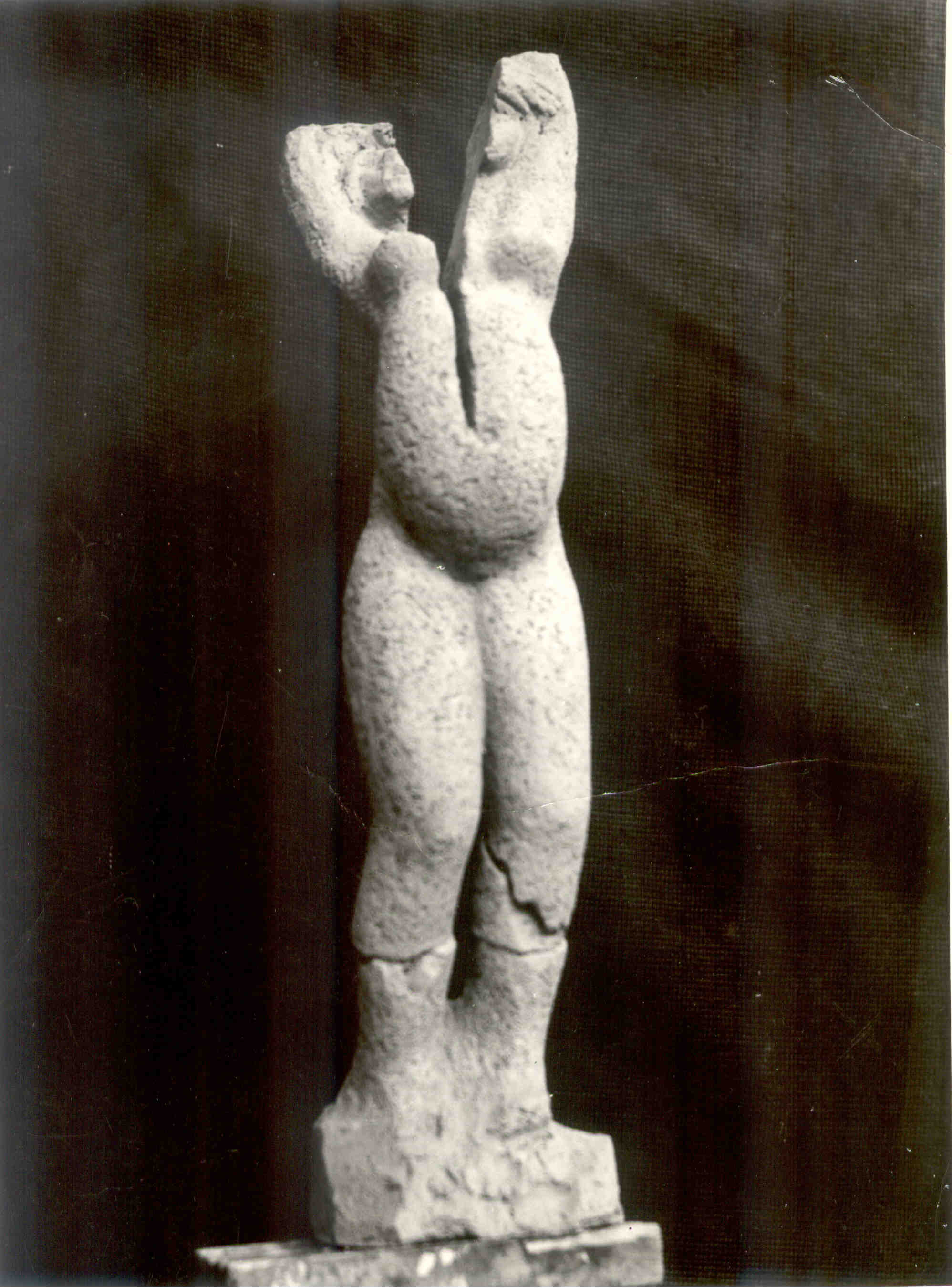
"Бабин Яр", 1964

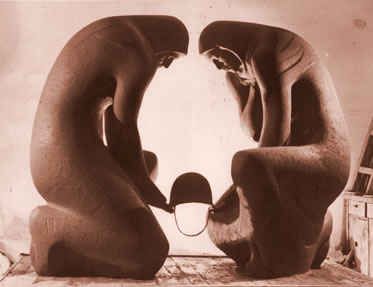
"Вдови", 1975
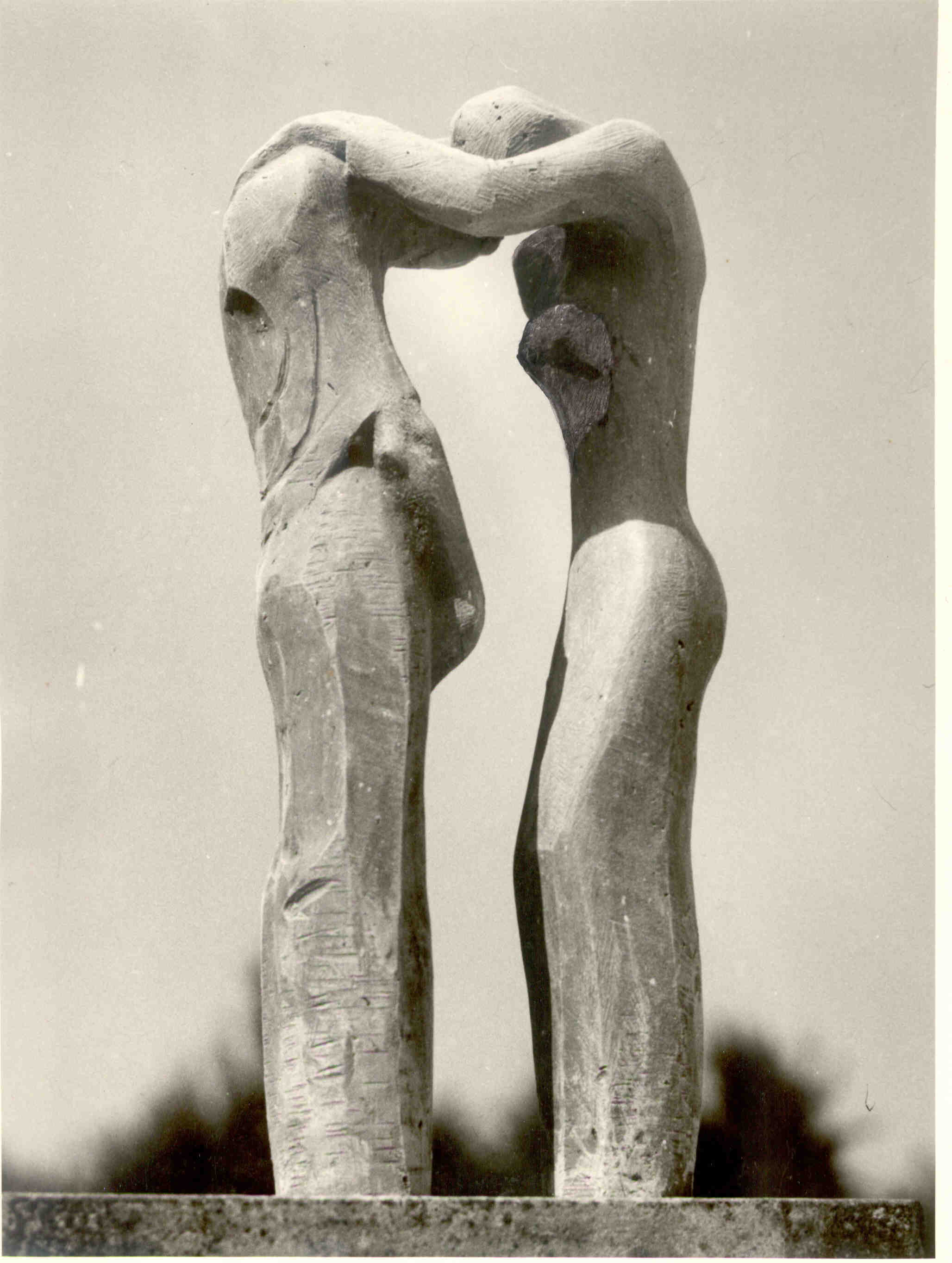
"Ворота суму", 1976
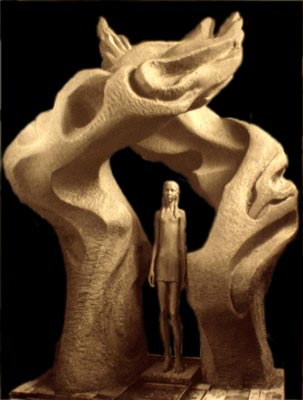
"Пам'ятник спаленому селу", 1976

Основною темою станкових робіт скульптора була жіноча фігура та жіночий торс. Безліч етюдів та робіт, які зображають жіночу фігуру в реалістичній манері, було втрачено. Галочкін поступово від реалістичного зображення голого тіла переходить до все більшої символічності. В роботах «Королева» (1965 р.), «Ріка» (1970 р.), «Віолончелістка» (1975 р.) — жіноча фігура стилізується, перетворюється в гру силуетів, об'ємів та «малюнків повітря».

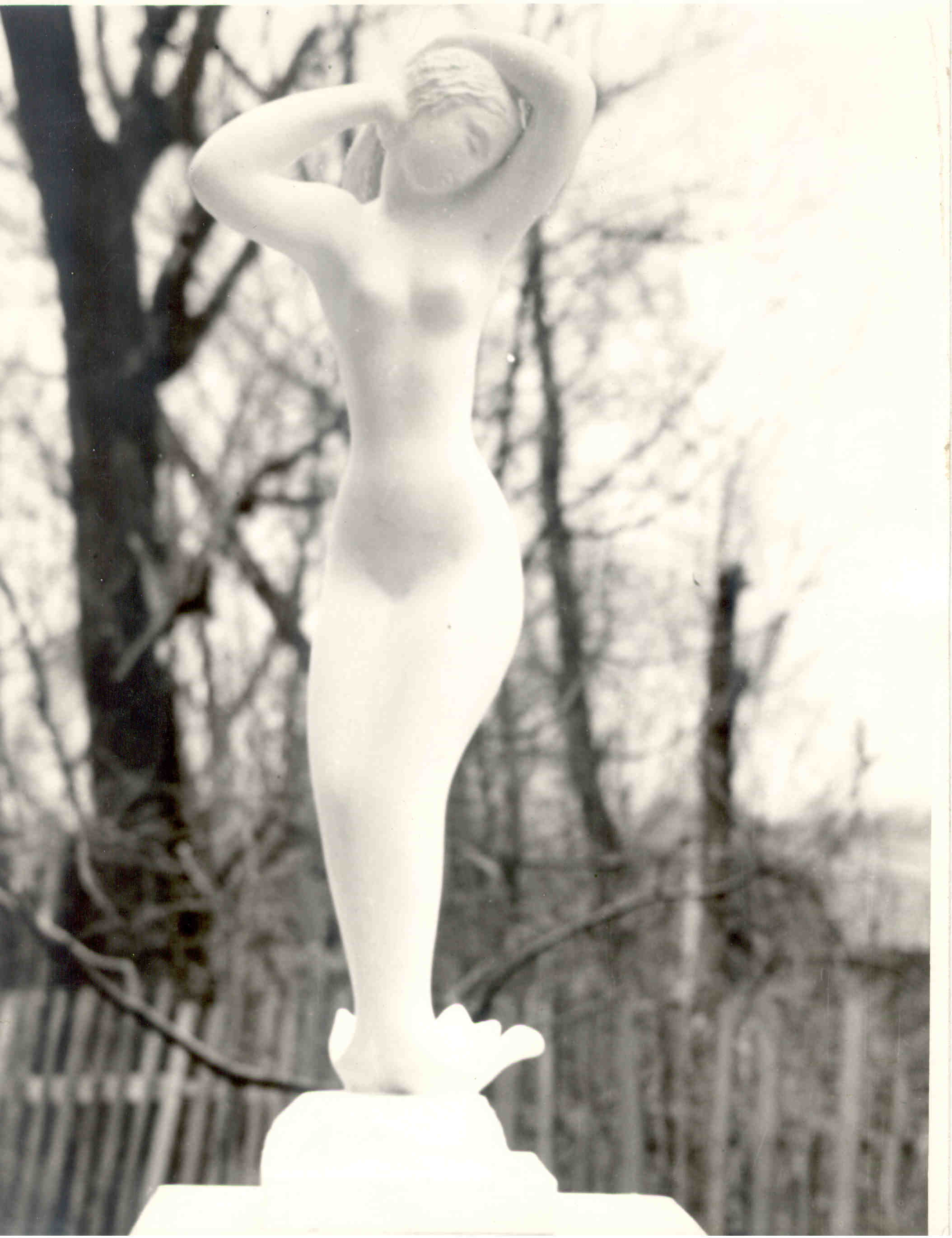
"Русалка", 1975
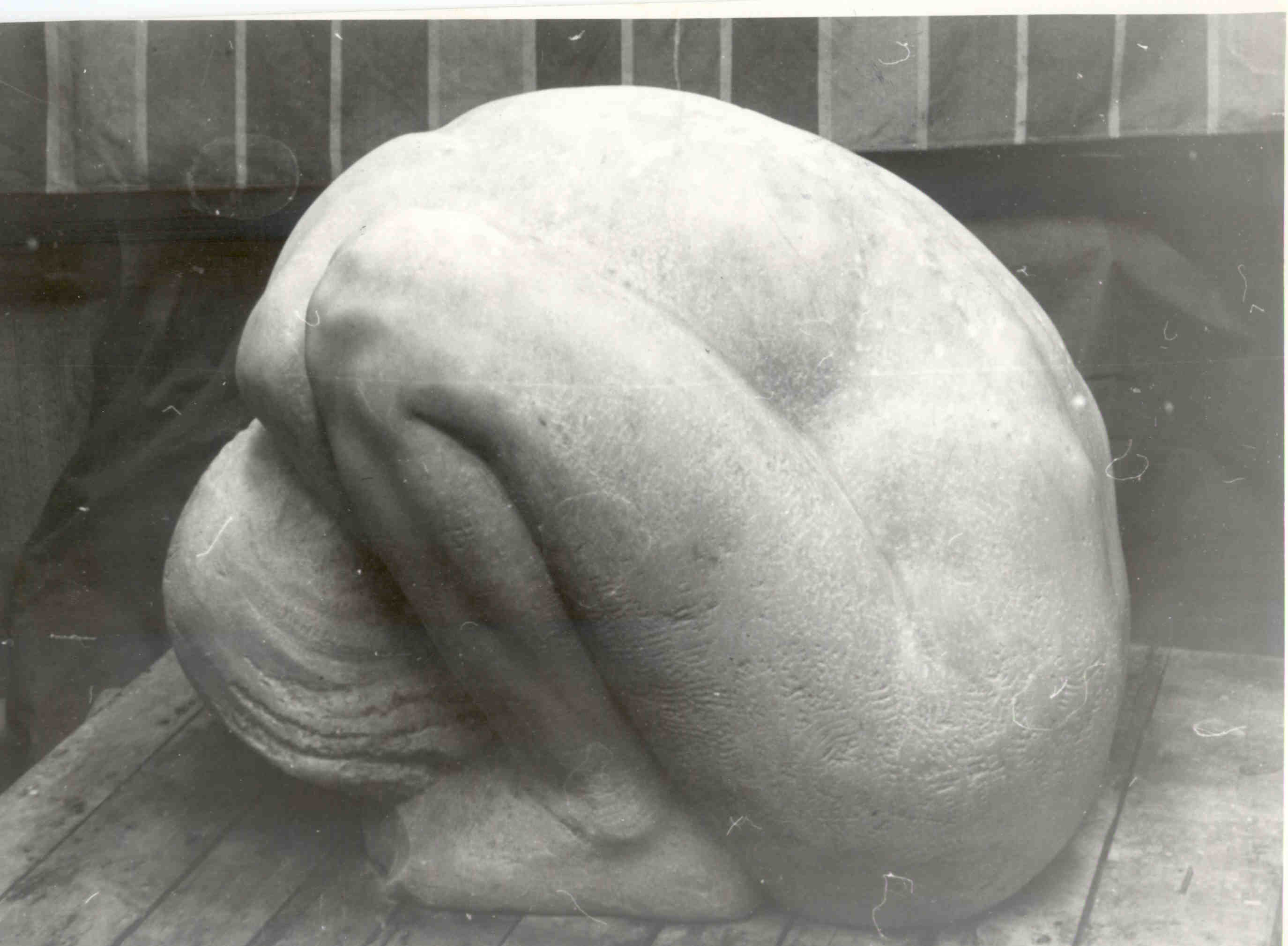
"Рабство", 1965
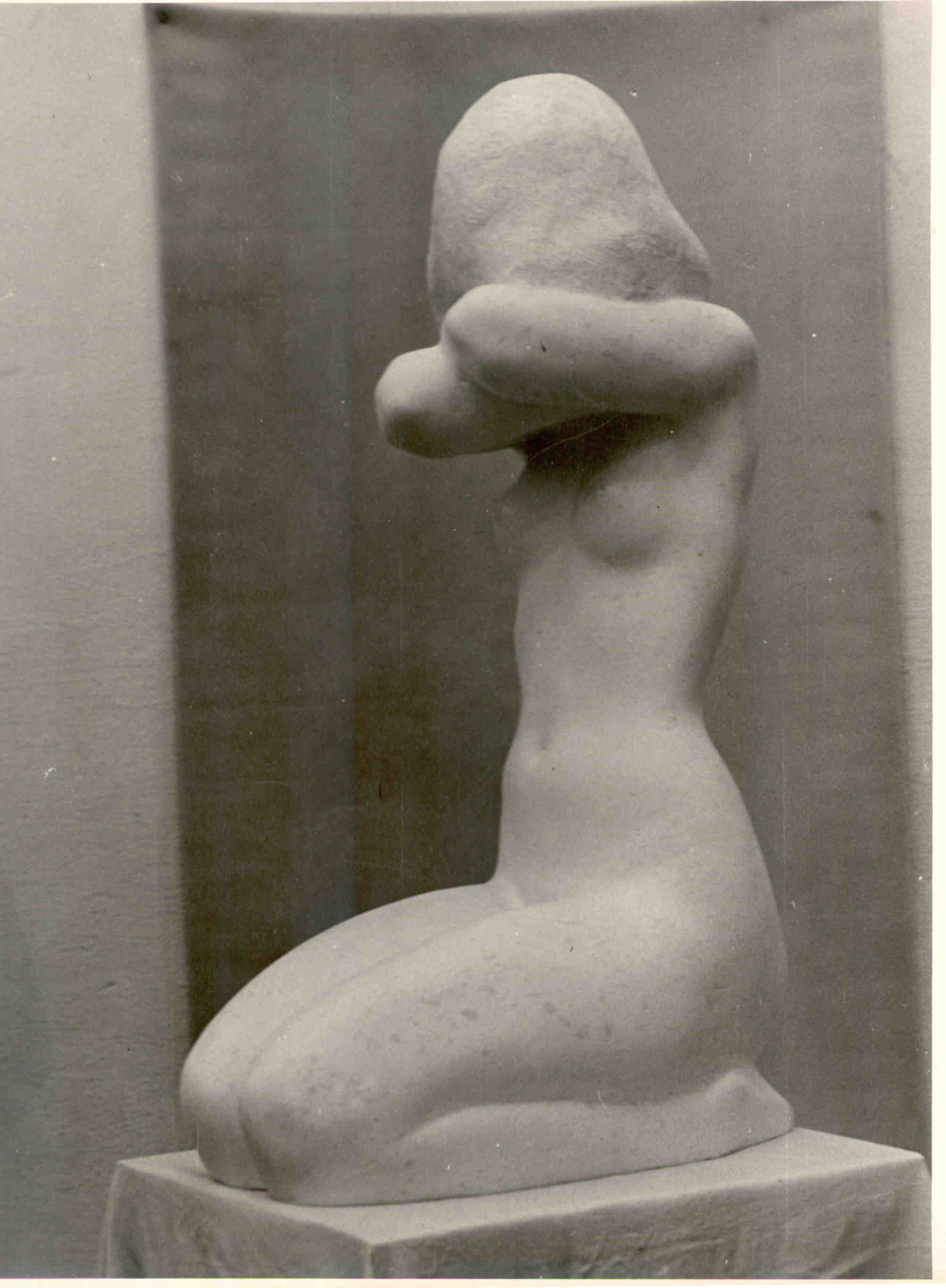
"Весна", 1975

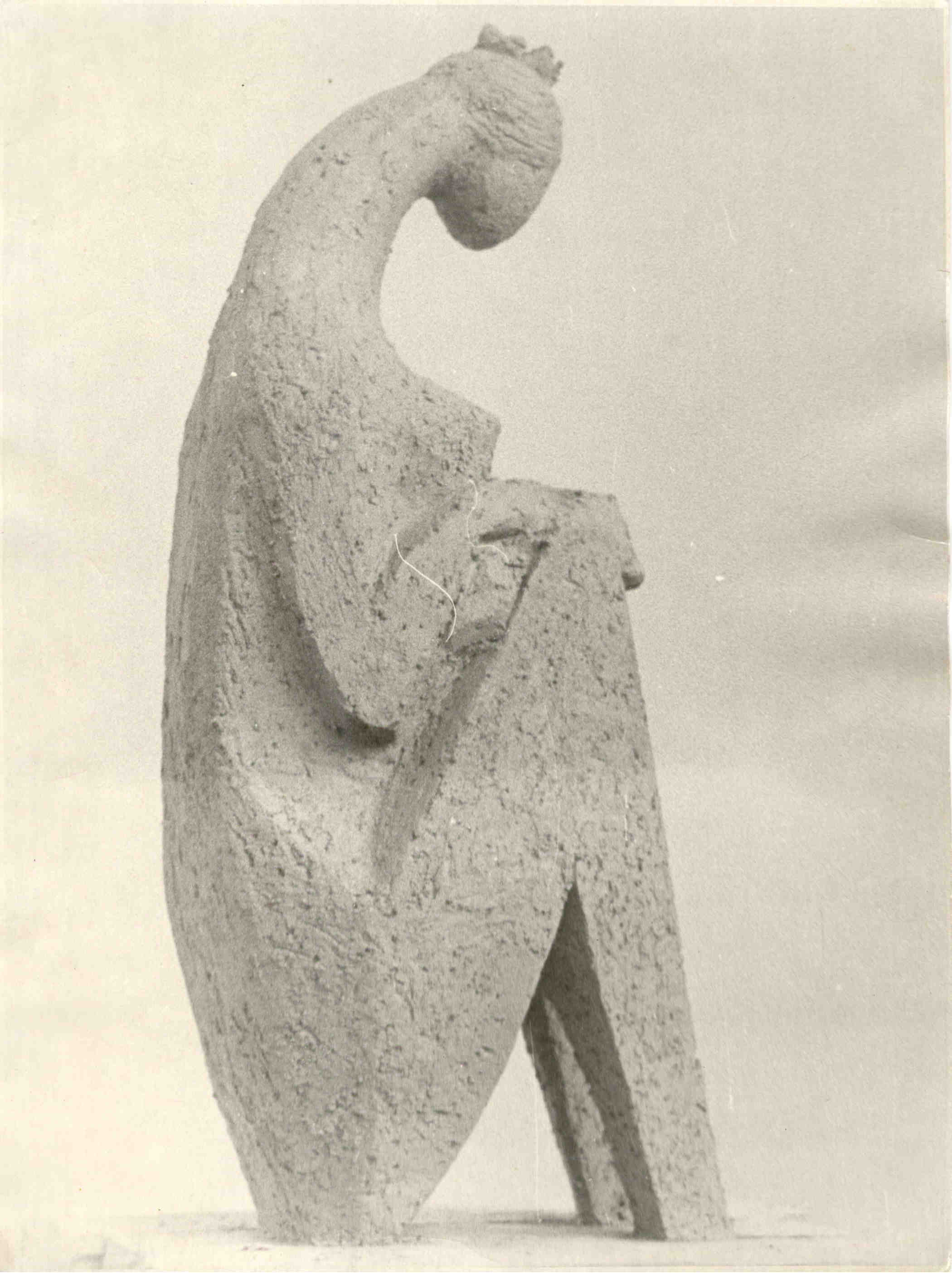
"Королева", 1965
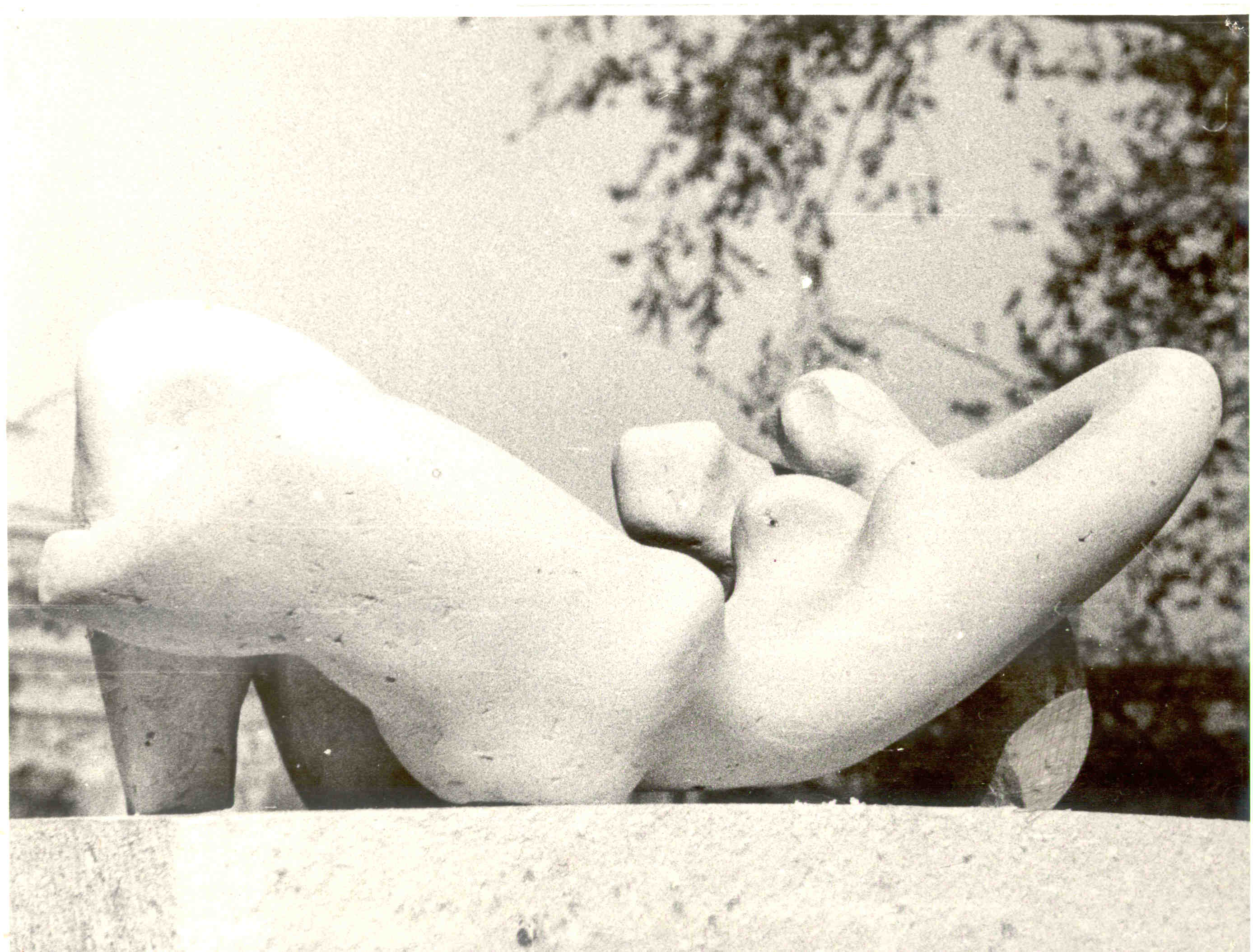
"Ріка", 1970
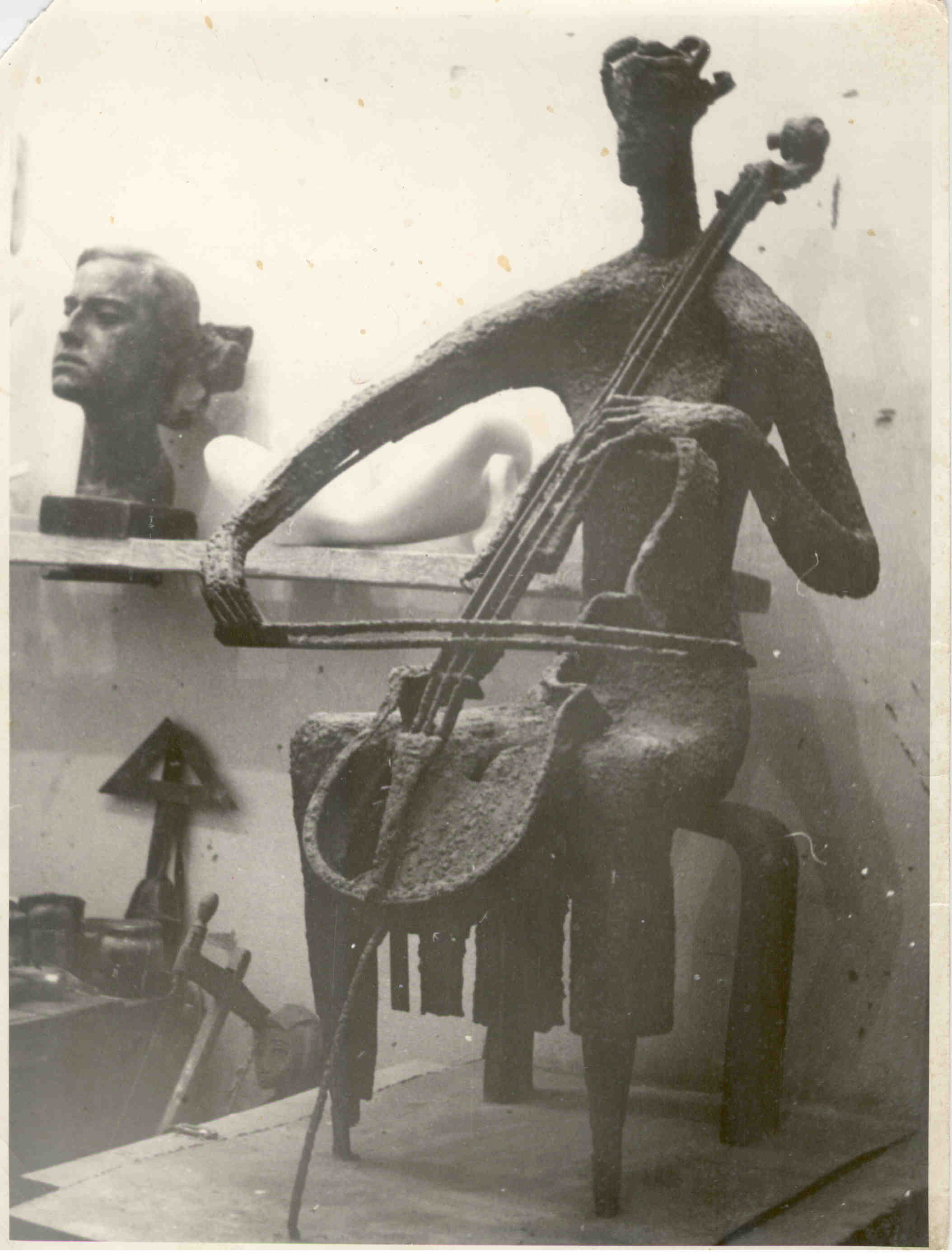
"Віолончелістка", 1975

Особливе значення у творчості Галочкіна набирає геометрична фігура еліпс, в котрому скульптор бачить основу композиції та прагнення до гармонії. Твір «Торси» (1969 і 1975 рр.) наближають жіночий стан до еліпсів, перетворюються в напружені, гармонійні та збалансовані форми.
- "Торс", 1969
- "Торс", 1975
- "Торсы", 1975

## Цитати (з робочих записів)
Навіть гарні, але задумані, тому нав'язливі, ритми і ажури — також неправда, вигадане і тому пусте та холодне.
Тільки безпристрасне може володіти якістю вічного.
Якщо існує об'єктивне розуміння «краса» та якщо красиве, в такому разі, повинно залишатися красивим вічно, то творити потрібно за законами всесвіту.
Не витонченість робить твір вічним та великим, а його оголена щира правда та чистота, проста, як сама земля, навзнаки відкрита людям.
З чого складається ця краса предмету? Напевно, насамперед, через гармонію та, насамперед, через внутрішній ритм та злагодженість, раціональність захованої доцільності.
Для того, щоб твій світ став близький людям, а не тільки тобі, він повинен бути гуманним.
В творі мистецтва повинна бути таємниця.